# Sarati
Les sarati de Rúmil sont un système d'écriture créé par l'écrivain J. R. R. Tolkien. Chaque signe est un sarat (au pluriel sarati, dans la langue quenya imaginée par Tolkien, de la racine *SAR ou bien *SYAR signifiant « inciser »).

## Histoire externe
Les sarati constituent le premier système d'écriture inventé par Tolkien, approximativement entre 1919 et le milieu des années 1920.

## Histoire interne
Dans les œuvres de fiction de Tolkien, l'invention des sarati est attribuée à Rúmil de Tirion en Valinor. Quand Fëanor créa l'alphabet tengwar, largement employé dans la Terre du Milieu, il le fit en s'inspirant des sarati. 

## Description
Les sarati forment avant tout un système phonographique, où chaque signe représente un phonème distinct. Chaque langue peut utiliser le sous-ensemble des sarati qui correspond aux phonèmes qui la caractérisent. Dans une de nos sources, Tolkien définit les sarati comme un « système alphabétique universel » pour l'écriture de ses langues elfiques (mais aussi, a fortiori, de toute autre langue).
Contrairement aux tengwar et à l'autre alphabet elfique de Tolkien, les cirth, le sens d'écriture des sarati est variable. Ils pouvaient s'écrire de haut en bas (en commençant à gauche ou à droite), de gauche à droite, de droite à gauche, ou enfin alternativement de gauche à droite et de droite à gauche (en boustrophédon). Facultativement, les signes pouvaient aussi être arrangés le long d'une barre continue, verticale ou horizontale.
Comme dans l'alphabet tengwar, chaque caractère complet représente une consonne, les voyelles étant représentées par des diacritiques (appelés tehtar dans la terminologie associée au tengwar). Dans les sarati, les signes des voyelles sont généralement écrits à gauche des consonnes (parfois à droite) dans l'écriture verticale, et au-dessous (parfois au-dessus) dans l'écriture horizontale. 

### Polices de caractères
- Tirion Sarati, police TrueType, réalisée par Måns Björkman et représentant l'une des premières formes des sarati.
- Sarati Eldamar, famille complète de polices TrueType et de format PostScript type 1, réalisée par Måns Björkman et contenant l'ensemble des sarati répertoriées à ce jour.